# Isola di Ekaterina
L'isola di Ekaterina (in russo Екатерининский остров, Ekaterininskij ostrov) è un'isola russa, bagnata dal mare di Barents.
Amministrativamente fa parte del circondario cittadino (gorodskoj okrug) di Aleksandrovsk dell'oblast' di Murmansk, nel Circondario federale nordoccidentale.

## Geografia
L'isola è situata nella parte centro-meridionale del mare di Barents, all'interno della baia di Kola, lungo il suo lato occidentale. Lo stretto Perejma (proliv Перейма) la separa dalla terraferma, da cui dista, nel punto più vicino, circa 100 m.
L'isola di Ekaterina si trova a est degli ingressi della baia Pala e della baia Olen'ja, di fronte alla città chiusa di Poljarnyj. È orientata in direzione nordovest-sudest e con il continente forma il porto naturale di Ekaterina (Екатерининская гавань).
Ha una forma allungata irregolare, con un promontorio a nord e uno a sudest, e diverse insenature sui lati rivolti al mare aperto. Misura circa 2,55 km di lunghezza e 1,3 km di larghezza massima. Raggiunge un'altezza massima di 78,2 m s.l.m.; su questa collina si trova un punto di triangolazione geodetica; altri due punti sono situati su alture lungo la costa meridionale.
L'isola è costituita principalmente da colline rocciose coperte, da rada vegetazione della tundra. Non ci sono fiumi, ma nella parte nordoccidentale sono presenti alcuni laghetti, mentre a est si trova un'area di zone umide.

La costa che dà sul porto naturale è più ripida e formata da scogliere; l'intera isola va poi a digradare dolcemente verso le altre coste, circondate da numerose secche marine, dove si incontrano scolgi e isolotti senza nome.

## Storia
La zona è nota fin dal XVI secolo ai pescatori russi, soliti ancorare le loro barche nelle acque del porto naturale di Ekaterina, che d'inverno non congelano.
Successivamente l'isola ospitò una stazione di caccia alla balena della società commerciale "Mar Bianco" e della associazione Arcangelo-Murmansk. Nell'atlante da tavolo di A.F. Marks del 1903 appariva una struttura per navi a vapore all'estremità meridionale di Ekaterina.

Nel 1764, il navigatore russo Vasilij Jakovlevič Čičagov, battezzò il porto naturale col nome attuale, in onore o dell'imperatrice Caterina II o della moglie di Pietro I, Caterina I. Il nome venne poi esteso anche all'isola.
Nel 1933, dopo la visita di Stalin e di una commissione governativa per l'approvazione di Poljarnyj come città strategica per la Flotta del Nord, il porto divenne una base per navi e sottomarini, e sulle precedenti strutture per navi a vapore furono costruiti cantieri navali e altri impianti.

## Isole adiacenti
Nelle vicinanze dell'isola di Ekaterina si trovano:
- Bol'šoj Olenij (остров Большой Олений), 200 m a nord, è, per grandezza, la seconda isola all'interno della baia di Kola. (69°13′25″N 33°29′05″E)
- Isole Malye Olen'i (острова Малые Оленьи), 510 m a est, sono un gruppo composto da due isolotti principali e alcuni scogli.[9] L'isolotto settentrionale, di forma ovale, misura 85 m di lunghezza e 45 m di larghezza massima al centro. L'isolotto meridionale, tondeggiante, ha un diametro di 50–65 m. (69°13′01.5″N 33°29′57.3″E)
- Isole Srednie Olen'i (острова Средние Оленьи), 150 m a sud delle Malye Olen'i e 150 m a nord del promontorio orientale di Ekaterina, sono un gruppo composto da due isolette e alcuni scogli.[4][9] L'isola settentrionale, la maggiore, ha una forma irregolare con un promontorio che si allunga a sud e un'insenatura lungo la costa settentrionale. Ha una lunghezza di circa 190 m e una larghezza di 120 m. Raggiunge un'altezza massima di 8,6 m s.l.m. e su essa è presente un punto di triangolazione geodetica.[4]
L'isola meridionale è invece ovale, ed è lunga poco più di 90 m ed è larga 55 m nel punto più ampio. (69°12′48.5″N 33°29′53″E)
- Isola Bol'šoj Berezov (остров Большой Березов), 2,8 km a est di Ekaterina, è un isolotto tondeggiante dal diametro di 120–130 m, situato poco a nord dell'ingresso della baia della Tjuva, sul lato orientale della baia di Kola. (69°12′34.6″N 33°34′08.8″E)